# باشگاه فوتبال روت‌وایس اوبرهاوزن
باشگاه فوتبال روت‌وایس اوبرهاوزن (انگلیسی: Rot-Weiß Oberhausen) یک باشگاه فوتبال در اوبرهاوزن، آلمان است.